# Belmont (New Hampshire)
Belmont – miasto w Stanach Zjednoczonych, w stanie New Hampshire, w hrabstwie Belknap.